# Jack the Giantkiller
Jack the Giantkiller è un videogioco a piattaforme per arcade edito da Cinematronics nel 1982. In Giappone venne pubblicato nello stesso anno da SNK come Jakku to Mamenoki (ジャックと豆の木 ?). Si basa e segue fedelmente il racconto di Jack e la pianta di fagioli.
Il titolo fu per Cinematronics un fallimento commerciale e un disastro finanziario, e ciò lo portò la software house statunitense quasi alla chiusura per bancarotta.

## Modalità di gioco
In Jack the Giantkiller viene usato un joystick a otto direzioni per muovere Jack. Sono disponibili due pulsanti per consentire a Jack di saltare o lanciare fagioli ai nemici. Il ciclo di schermate include:
1. Scalare la pianta di fagioli. Jack può anche saltare da un ramo all'altro, sia per ottenere un nuovo percorso che per evitare un nemico. Al giocatore viene data una scorta limitata di fagioli per iniziare e per colpire un nemico al fine di guadagnare punti, e può raccoglierne di più spostando Jack sui fagioli che appaiono lungo il percorso. Entrare nella casa in questa fase ucciderà Jack.
2. Camminare tra le nuvole per raggiungere il ponte levatoio del castello, schivando leoni e altri nemici che cercano di buttare Jack giù dal percorso di fune. Il giocatore può entrare nel castello solo quando il ponte levatoio è abbassato.
3. La tana del gigante, che include salire le scale per raggiungere il tavolo dove sono conservati i suoi tesori; il gigante è visto dormire al tavolo. La sfida più frequente è quella di superare gli spazi tra le scale (il giocatore deve saltare) schivando lampade magiche volanti e raccogliendo le uova deposte dall'oca dalle uova d'oro. Nei livelli più difficili, appariranno anche gatti e topi, che il giocatore deve evitare o colpire con i fagioli per guadagnare punti, e le scale sono più strette.
4. Scendere dal fagiolo magico. Oltre ad affrontare le creature nella precedente fase del fagiolo magico, Jack deve anche evitare la caduta di rocce.

I tesori da rubare includono un'arpa musicale, un'oca dalle uova d'oro, una borsa di monete d'oro e la principessa. L'obiettivo del giocatore è recuperare questi oggetti in viaggi successivi sul fagiolo magico, con la fase della principessa che è l'ultima del livello a quattro fasi. Un breve intervallo animato con quel tesoro specifico verrà riprodotto dopo che il giocatore raggiunge con successo il terreno per terminare ogni fase. Dopo aver preso la principessa, il gigante si risveglierà e toccherà al giocatore scendere dal fagiolo magico e tagliarlo prima che il gigante tocchi terra.
Completare un livello dà diritto a un bonus e al giocatore di ripetere il ciclo a difficoltà aumentata.